# Mitromorpha kennellyi
Mitromorpha kennellyi é uma espécie de gastrópode do gênero Mitromorpha, pertencente a família Mitromorphidae.